# Andrejev križ
Andrêjev kríž (latinsko Crux decussata) je poševni križ, na kakršnem so Rimljani 30. novembra leta 60 ali 62 v Patrasu usmrtili apostola Andreja. 
Apostol Andrej velja tudi za zavetnika Škotske, katere zastava vsebuje Andrejev križ. 

### Uporaba
Andrejev križ se danes uporablja tudi kot opozorilni prometni znak, ki stoji pred nezavarovanim cestnim železniškim prehodom. 
Uporablja se ga tudi v pomorstvu kot signalno zastavo, zastavo podjetja, mornarice. Zelo znana je zastava ruske vojne mornarice, ki ima moder Andrejev križ na beli podlagi. Zastavo je sprejel Peter Veliki leta 1712.